# Tysklands Grand Prix 2018
Tysklands Grand Prix 2018, officiellt Formula 1 emirates grosser preis von deutschland 2018, var ett Formel 1-lopp som kördes 22 juli 2018 på Hockenheimring i Baden-Württemberg i Tyskland. Loppet var det elfte av sammanlagt tjugoen deltävlingar ingående i Formel 1-säsongen 2018 och kördes över 67 varv.

## Kval
| Pos.                   | Nr | Förare            | Konstruktör               | Kvaltider | Kvaltider  | Kvaltider | Start- grid |
| Pos.                   | Nr | Förare            | Konstruktör               | Q1        | Q2         | Q3        | Start- grid |
| ---------------------- | -- | ----------------- | ------------------------- | --------- | ---------- | --------- | ----------- |
| 1                      | 5  | Sebastian Vettel  | Ferrari                   | 1.12,538  | 1.12,505   | 1.11,212  | 1           |
| 2                      | 77 | Valtteri Bottas   | Mercedes                  | 1.12,962  | 1.12,152   | 1.11,416  | 2           |
| 3                      | 7  | Kimi Räikkönen    | Ferrari                   | 1.12,505  | 1.12,336   | 1.11,547  | 3           |
| 4                      | 33 | Max Verstappen    | Red Bull Racing-TAG Heuer | 1.13,127  | 1.12,188   | 1.11,822  | 4           |
| 5                      | 20 | Kevin Magnussen   | Haas-Ferrari              | 1.13,105  | 1.12,523   | 1.12,200  | 5           |
| 6                      | 8  | Romain Grosjean   | Haas-Ferrari              | 1.12,986  | 1.12,722   | 1.12,544  | 6           |
| 7                      | 27 | Nico Hülkenberg   | Renault                   | 1.13,479  | 1.12,946   | 1.12,560  | 7           |
| 8                      | 55 | Carlos Sainz Jr.  | Renault                   | 1.13,324  | 1.13,032   | 1.12,692  | 8           |
| 9                      | 16 | Charles Leclerc   | Sauber-Ferrari            | 1.13,077  | 1.12,995   | 1.12,717  | 9           |
| 10                     | 11 | Sergio Pérez      | Force India-Mercedes      | 1.13,427  | 1.13,072   | 1.12,774  | 10          |
| 11                     | 14 | Fernando Alonso   | McLaren-Renault           | 1.13,614  | 1.13,657   |           | 11          |
| 12                     | 35 | Sergey Sirotkin   | Williams-Mercedes         | 1.13,708  | 1.13,702   |           | 12          |
| 13                     | 9  | Marcus Ericsson   | Sauber-Ferrari            | 1.13,562  | 1.13,736   |           | 13          |
| 14                     | 44 | Lewis Hamilton    | Mercedes                  | 1.13,012  | Ingen tida |           | 14          |
| 15                     | 3  | Daniel Ricciardo  | Red Bull Racing-TAG Heuer | 1.13,318  | Ingen tid  |           | 19          |
| 16                     | 31 | Esteban Ocon      | Force India-Mercedes      | 1.13,720  |            |           | 15          |
| 17                     | 10 | Pierre Gasly      | Scuderia Toro Rosso-Honda | 1.13,749  |            |           | 20c         |
| 18                     | 28 | Brendon Hartley   | Scuderia Toro Rosso-Honda | 1.14,045  |            |           | 16          |
| 19                     | 18 | Lance Stroll      | Williams-Mercedes         | 1.14,206  |            |           | 17          |
| 20                     | 2  | Stoffel Vandoorne | McLaren-Renault           | 1.14,401  |            |           | 18          |
| 107 %-gränsen:1.17,580 |    |                   |                           |           |            |           |             |
| Källor:                |    |                   |                           |           |            |           |             |

- ^a  – Lewis Hamilton fick avbryta kvalet efter första kvalrundan på grund av fel i hydrauliken på sin Mercedes.[6]
- ^b  – Daniel Ricciardo - bestraffades med 20 platsers nedflyttning på startgriden efter att ha bytt flera komponenter i motorenheten.[7]
- ^c  – Pierre Gasly fick starta sist efter att Toro Rosso bytt samtliga sex komponenter i motorenheten. Då även Red Bull blivit bestraffade, men bytt motorkomponenter på Ricciardos bil före Toro Rosso fick Gasly starta sist.[8]

## Lopp
| Pos.    | Nr | Förare            | Konstruktör               | Varv | Tid/Bröt    | Grid | Poäng |
| ------- | -- | ----------------- | ------------------------- | ---- | ----------- | ---- | ----- |
| 1       | 44 | Lewis Hamilton    | Mercedes                  | 67   | 1:32.29,845 | 14   | 25    |
| 2       | 77 | Valtteri Bottas   | Mercedes                  | 67   | +4.535      | 2    | 18    |
| 3       | 7  | Kimi Räikkönen    | Ferrari                   | 67   | +6.732      | 3    | 15    |
| 4       | 33 | Max Verstappen    | Red Bull Racing-TAG Heuer | 67   | +7.654      | 4    | 12    |
| 5       | 27 | Nico Hülkenberg   | Renault                   | 67   | +26.609     | 7    | 10    |
| 6       | 8  | Romain Grosjean   | Haas-Ferrari              | 67   | +28.871     | 6    | 8     |
| 7       | 11 | Sergio Pérez      | Force India-Mercedes      | 67   | +30.556     | 10   | 6     |
| 8       | 31 | Esteban Ocon      | Force India-Mercedes      | 67   | +31.750     | 15   | 4     |
| 9       | 9  | Marcus Ericsson   | Sauber-Ferrari            | 67   | +32.362     | 13   | 2     |
| 10      | 3  | Brendon Hartley   | Toro Rosso-Honda          | 67   | +34.197     | 16   | 1     |
| 11      | 20 | Kevin Magnussen   | Haas-Ferrari              | 67   | +34.919     | 5    |       |
| 12      | 55 | Carlos Sainz Jr.  | Renault                   | 67   | +43.069     | 8    |       |
| 13      | 2  | Stoffel Vandoorne | McLaren-Renault           | 67   | +46.617     | 18   |       |
| 14      | 10 | Pierre Gasly      | Toro Rosso-Honda          | 66   | +1 varv     | 20   |       |
| 15      | 16 | Charles Leclerc   | Sauber-Ferrari            | 66   | +1 varv     | 9    |       |
| 16      | 14 | Fernando Alonso   | McLaren-Renault           | 65   |             | 11   |       |
| Bröt    | 18 | Lance Stroll      | Williams-Mercedes         | 53   |             | 17   |       |
| Bröt    | 5  | Sebastian Vettel  | Ferrari                   | 51   | Avåkning    | 1    |       |
| Bröt    | 35 | Sergey Sirotkin   | Williams-Mercedes         | 51   |             | 12   |       |
| Bröt    | 3  | Daniel Ricciardo  | Red Bull Racing-TAG Heuer | 27   |             | 19   |       |
| Källor: |    |                   |                           |      |             |      |       |